# 1988 ve fotografii

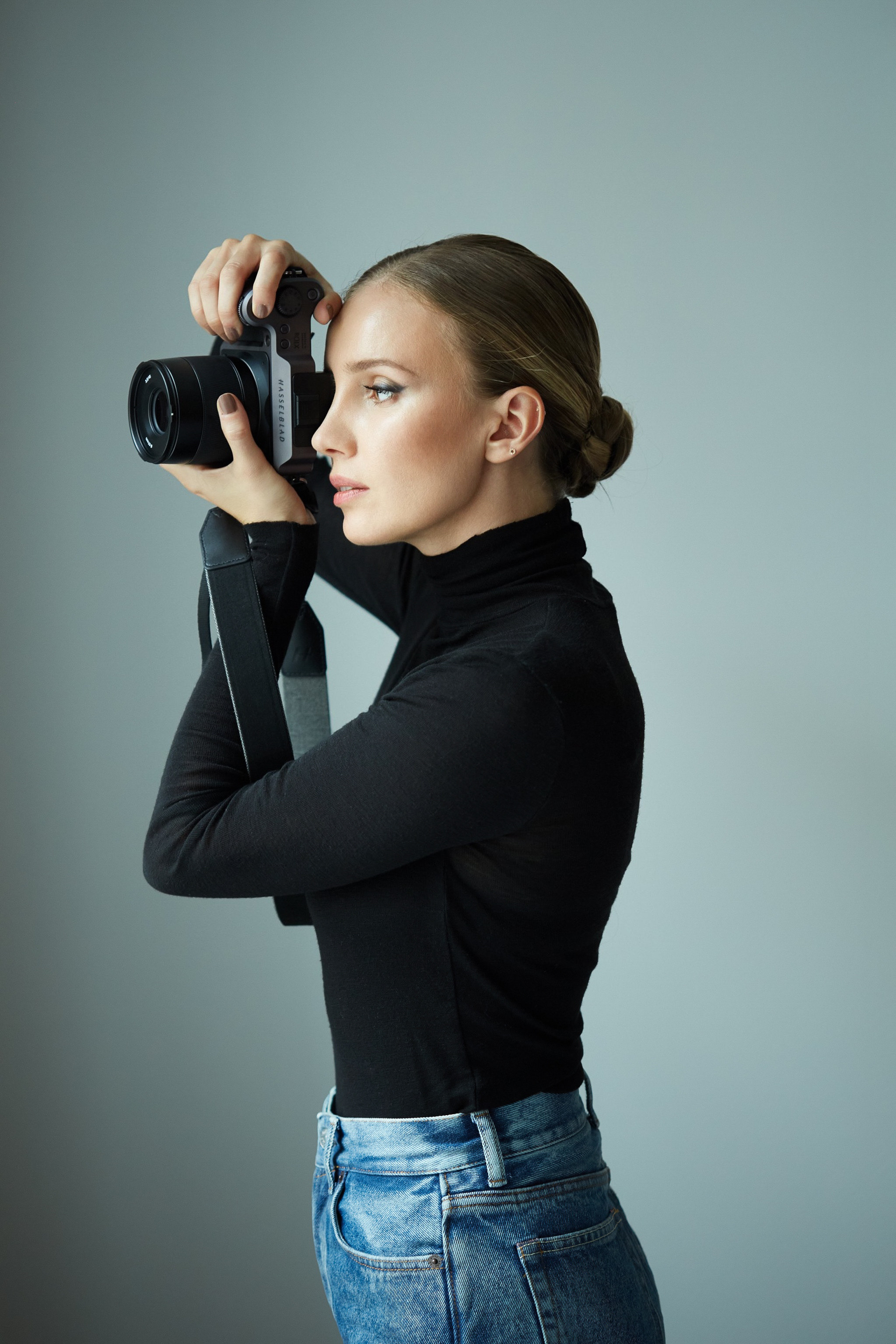
Dne 6. května se narodila Mária Švarbová, slovenská konceptuální fotografka

Tento článek obsahuje významné fotografické události v roce 1988.

## Události
- V Japonsku byl představen elektronický fotoaparát, který namísto na film uchovává obraz na magnetický disk.[1]
- Americký taxikář a fotograf Ryan Weideman zveřejnil svůj projekt In My Taxi, časosběrnou sérii jeho autoportrétů se zákazníky.[1]
- Sally Mann publikovala cyklus At Twelve: Portraits of Young Women (Ve dvanácti: Portréty mladých žen), který způsobil kontroverzní diskuse. Snímky „zachycovaly emoce a identitu dospívajících dívek…“[2]

- Irving Penn vydal knihu Flowers, Harmony Books, New York, ISBN 978-0517540749
- Thierry Girard vydal knihu La Ligne de partage, ed. Admira ISBN 2-907658-01-8
- Carol-Marc Lavrillier vydal knihu Rodin, „La Porte de l'enfer“, texty: Yann Le Pichon, Lausanne, ed. Pont Royal, ISBN 2-88260-005-4

Fotografické festivaly a výstavy
- Rencontres d'Arles, červenec–září
- Mois de la Photo, Paříž, listopad
- Nicholas Nixon: Pictures of People, Museum of Modern Art (MoMA) New York
- Marc Riboud: Lasting Moments 1953–1988, International Center of Photography, New York

## Ocenění
- World Press Photo – David Turnley
- Prix Niépce – Keiichi Tahara
- Prix Nadar – André Kertész
- Cena Oskara Barnacka – Chris Steele-Perkins
- Grand Prix national de la photographie  – Bernard Plossu
- Grand prix Paris Match du photojournalisme – Chip Hires za Bangladesh, inondation en septembre 88

- Cena Ericha Salomona – Sebastião Salgado
- Cena za kulturu Německé fotografické společnosti – William Klein

- Cena Ansela Adamse – Tom Algire
- Cena W. Eugena Smithe – Paul Graham
- Zlatá medaile Roberta Capy – Chris Steele-Perkins (Magnum), Time, Graveside Terror
- Pulitzer Prize for Spot News Photography – Scott Shaw, Odessa American, za fotografii malé Jessicy McClureové, kterou drží záchranáři po vyproštění z hluboké studny. (fotografie)
- Pulitzer Prize for Feature Photography – Michel duCille, Miami Herald, „za cyklus fotografií dokumentujících rozpad a následnou rehabilitaci bytového projektu.“
- Infinity Awards – Edwin H. Land, Richard Misrach, Sebastião Salgado, Georges Rousse, Joel-Peter Witkin a Guy Bourdin

- Cena Higašikawy – Shōji Ueda, Lewis Baltz
- Cena za fotografii Ihei Kimury – Rjúdži Mijamoto
- Cena Nobua Iny – Hiro'o Kikai
- Cena Kena Domona – Takeshi Nishikawa

- Prix Paul-Émile-Borduas – Fernand Leduc
- Fotografická cena vévody a vévodkyně z Yorku – Sorel Cohen

- Prix international de la Fondation Hasselblad – Édouard Boubat

## Narození v roce 1988
- 19. března – Anna Mychajlivna Senik, ukrajinská fotografka, zakladatelka ukrajinské etnofotografie, veřejná a politická osobnost
- 6. května – Mária Švarbová, slovenská konceptuální fotografka
- 1. listopadu – Ana María Arévalo Gosen, venezuelská fotoreportérka a vizuální umělkyně
- prosinec – Heba Khamisová, egyptská fotografka a fotožurnalistka
- ? – Eythar Gubara, súdánská fotografka a aktivistka za lidská práva, známá dokumentárními snímky každodenního života v Súdánu a událostí během súdánské revoluce; důraz na obrazy žen a také na sociální rozmanitost v Súdánu
- ? – Jan Durina, slovenský interdisciplinární umělec, pracující s fotografií, hudbou, performancí i textilem
- ? – Nikita Šochov, ruský fotograf

## Úmrtí v roce 1988
- 3. února – Karol Piegza, polský učitel, aktivista, spisovatel, folklorista, fotograf a malíř působící na „Zaolží“ v Těšinském Slezsku (* 9. října 1899)
- 2. dubna – E. Chambré Hardman, britský fotograf narozený v Irsku (* 1898)
- 17. dubna – Toni Frissellová, americká fotografka (* 10. března 1907)
- 17. dubna – Carlotta Corpronová, americká fotografka a průkopnice abstraktní fotografie, propagátorka výtvarné školy Bauhaus v Texasu (* 9. prosince 1901)
- 3. května – Petr Tausk, český chemik, fotograf, žurnalista, spisovatel, historik fotografie a vysokoškolský pedagog (* 24. ledna 1927)
- 16. června – Ľudovít Absolon, slovenský fotograf (* 29. srpna 1909)
- 22. června – Juan Di Sandro, italsko-argentinský reportážní fotograf (* 22. března 1898)
- 10. srpna – Jindřich Suchánek, český konstruktér optický přístrojů (* 11. července 1900)
- 18. srpna – Li Gotami Govinda, indická malířka, fotografka, spisovatelka a skladatelka (* 22. dubna 1906)
- 18. listopadu – Lotte Stam-Beese, německá fotografka, architektka a urbanistka. Podílela se na rekonstrukci Rotterdamu po druhé světové válce. (* 28. ledna 1903)
- ? – Joseph Costa, americký fotograf, žurnalista a zakladatel National Press Photographers Association (* 3. ledna 1904 - 1. srpna 1988)